# Иван Стефанов (икономист)
Вижте пояснителната страница за други личности с името Иван Стефанов.
Иван Матеев Стефанов е български икономист и политик от Българската комунистическа партия. Той е управител на Българската народна банка (1944 – 1946) и министър на финансите (1946 – 1949).

## Биография
Иван Стефанов е роден на 15 март (3 март стар стил) 1899 година във Варна. От 1919 година е член на Българската комунистическа партия (БКП), а на следващата година заминава да учи в Германия и от 1920 до 1925 година е член на Комунистическата партия на Германия. През 1924 година защитава докторат по обществени и политически науки в Хумболтовия университет в Берлин при известния статистик Лазар Борткиевич. През 1925 година е екстрадиран от Германия и отива в Париж, където работи в търговското представителство на Съветския съюз и става член на Френската комунистическа партия. По това време съветски посланик там е Кръстьо Раковски, негов далечен родственик.
През 1927 година Стефанов се връща в България и постъпва на работа в Главната дирекция на статистиката. Той подновява членството си в БКП и през 1929 – 1931 година е член на нейния Централен комитет. През 1931 година за кратко преподава в Москва. През 1937 – 1945 година преподава във Висшето търговско училище в Свищов, като от 1941 година оглавява катедрата по статистика и застраховане, а през 1942 година е командирован за кратко в Германия за обмяна на опит.
През този период Стефанов сътрудничи и на Статистическия институт за стопански проучвания, автор е на многобройни изследвания, които публикува в специализираните издания в страната под собственото си име, за разлика от политическите статии, които излизат в левия печат под псевдоним. В професионалните си възгледи той остава далеч от ортодоксалния марксизъм и има към работата си напълно неутрален и емпиричен подход.
След Деветосептемврийския преврат през 1944 година Стефанов за кратко е директор на Храноизнос, а през декември оглавява Българската народна банка. През 1946 година става министър на финансите във третото правителство на Кимон Георгиев и остава на този пост и в първия и втория кабинет на Георги Димитров. На този пост той ръководи проведената следвоенна финансова стабилизация, извършена чрез паричната реформа от 1947 година и свързаните с нея масови конфискации на парични спестявания на гражданите.
От 1947 година Иван Стефанов преподава статистика в Софийския университет, през 1948 година става академик на Българската академия на науките, а през 1949 година става първият директор на новооснования Икономически институт към академията.

## Процесът срещу Трайчо Костов
През август 1949 година Иван Стефанов е отстранен от ръководните си партийни и държавни постове, а през септември е арестуван като обвиняем в процеса срещу изпадналия в немилост комунистически лидер Трайчо Костов. Сред обвиненията срещу него са позициите му по време на преговорите със Съветския съюз, като искането му за признаване на задълженията към български лица на реквизираните от Съветския съюз германски предприятия или това за изплащане на положителния за България клирингов баланс. Осъден на доживотен затвор, през 1956 година част от обвиненията срещу него са оттеглени и той е освободен, а членството му в БКП е възстановено.
От 1957 до 1965 година Иван Стефанов преподава статистика във Висшия икономически институт „Карл Маркс“. През 1958 година, заедно с други бивши политически затворници от комунистическите среди, той подава искане за възстановяване на конфискуваното му имущество и компенсации за времето, прекарано в затвора, поради което отново е изключен от БКП, а членството му е повторно възстановено едва през 1961 година. През 1974 година е обявен за Герой на социалистическия труд.
Иван Стефанов умира на 11 октомври 1980 година в София.